# Nu Skin Enterprises
Nu Skin Enterprises es una empresa estadounidense de marketing multinivel que desarrolla y vende productos para el cuidado personal y suplementos dietéticos bajo sus marcas Nu Skin y Pharmanex. Nu Skin se fundó en 1984 en Provo, Utah. La empresa se originó en los Estados Unidos y comenzó su primera operación en el extranjero en Canadá en 1990. Un año después, la empresa inició operaciones en Asia con la apertura de Hong Kong. En 1996, la empresa cotiza en la Bolsa de Valores de Nueva York. La empresa comercializa sus productos en 54 mercados a través de una red de aproximadamente 1,2 millones de distribuidores independientes.
En la década de 1990, la Comisión Federal de Comercio (FTC) investigó a Nu Skin por quejas sobre sus prácticas de marketing multinivel. En 1992, Nu Skin llegó a acuerdos con cinco estados que habían acusado a la empresa de publicidad engañosa y de exagerar los ingresos obtenidos por los distribuidores. En 1994, luego de una investigación de la FTC, la compañía pagó $1 millón y firmó un decreto de consentimiento que le prohibía hacer afirmaciones engañosas, falacias, o sin fundamento sobre sus productos. En 1997, la compañía pagó $1.5 millones adicionales a la FTC para resolver las denuncias en curso de reclamos promocionales sin fundamento. En enero de 2014, el gobierno chino anunció que estaba investigando a Nu Skin luego de que un informe del periódico People's Daily lo llamara "sospecha de esquema piramidal ilegal". En 2016, Nu Skin acordó pagar un acuerdo de $47 millones por operar un esquema piramidal luego de ser demandado por China en un tribunal federal de Utah. Nu Skin también se vio obligado a pagar otros $ 750,000 por sobornar a un alto funcionario chino con fondos de la división de caridad de Nu Skin después de una investigación de la Comisión de Bolsa y Valores de EE. UU.

## Marcas y productos
Bajo las marcas Nu Skin y Pharmanex, la compañía desarrolla y vende más de 200 productos de cuidado personal comercializados para ayudar a las personas a verse y sentirse más jóvenes. A fines de la década de 1990, Nu Skin invirtió en Big Planet, una empresa de marketing multinivel que vende servicios de Internet. The New York Times señaló que Big Planet parecía reclutar personas "incluso si tienen poco conocimiento de la tecnología que se supone que deben vender". Un representante de la compañía declaró: "Creo que las personas que nunca antes han tocado una computadora pueden volverse enormemente ricas en este negocio".
En 1998, Nu Skin adquirió Generation Health, la empresa matriz de la empresa de suplementos dietéticos Pharmanex. La empresa posee una patente sobre un dispositivo desarrollado por Pharmanex llamado "escáner biofotónico", que está diseñado para medir el nivel de carotenoides en la piel. Según Women's Health Letter, el dispositivo es una "estafa" ya que está diseñado simplemente para ayudar a vender más suplementos: el informe anual de Nu Skin de 2002 declaró: "A medida que los clientes controlen el contenido de carotenoides en su piel, creemos que se sentirán motivados a consumir LifePak constantemente durante más tiempo".
En 2009, Nu Skin comenzó a trabajar con LifeGen Technologies, una empresa de genómica con sede en Madison, Wisconsin . Nu Skin adquirió LifeGen en diciembre de 2011. Nu Skin afirma que la base de datos genética de LifeGen ayudó en el desarrollo de los productos de Nu Skin, lanzando la marca ageLOC. 

## Modelo de negocio
Nu Skin Enterprises utiliza un modelo comercial de marketing multinivel. Cada distribuidor comercializa productos directamente a clientes potenciales y también puede reclutar y capacitar a los clientes para que se conviertan en distribuidores. A los distribuidores se les paga con el margen de beneficio minorista de los productos que pueden vender personalmente, así como con una bonificación por rendimiento basada en las ventas de los distribuidores que han reclutado. Nu Skin afirma que paga aproximadamente el 43% de los ingresos de sus productos en comisión por ventas.

## Escrutinio y recepción
A principios de la década de 1990, los estados de Connecticut, Pensilvania, Florida, Illinois, Ohio y Michigan investigaron a Nu Skin por acusaciones de prácticas de marketing engañosas. Finalmente, en 1992, la compañía llegó a un acuerdo con cinco de estos estados, sin admitir haber actuado mal pero aceptando pagar los costos de investigación de los estados, reembolsar a los distribuidores descontentos y renovar sus prácticas promocionales. El Fiscal General de Connecticut no estuvo de acuerdo con esos términos y demandó a Nu Skin, acusando a la compañía de engañar a sus distribuidores y operar un esquema piramidal. Nu Skin no admitió haber actuado mal ni haber violado la ley y pagó a Connecticut $85,000 por programas de protección al consumidor como parte de un acuerdo.
En 1997, el Fiscal General de Pensilvania demandó a Nu Skin, alegando que la empresa operaba un esquema piramidal a través de una subsidiaria, QIQ Connections. La oficina del Fiscal General alegó que los distribuidores pagaron por el derecho a comercializar servicios de tecnología que, de hecho, no existían. Nu Skin descontinuó la subsidiaria de QIQ, lo que permitió a aquellos que habían pagado a QIQ hacer la transición a Big Planet, otra tecnología de marketing por Internet de interés de Nu Skin. El presidente de Big Planet describió las acusaciones de esquema piramidal como un asunto de "unos pocos distribuidores que en su entusiasmo han sido demasiado entusiastas en algunas de sus actividades de marketing".
En 2010, Nu Skin fue incluida entre las "100 empresas más confiables" de Forbes.
En 2012, la Universidad Stanford envió una carta de cese y desistimiento para detener el uso del nombre de uno de sus investigadores en las afirmaciones publicitarias de Nu Skin. Más tarde, Stanford emitió una declaración sobre su larga relación basada en la investigación con Nu Skin, explicando que la carta fue enviada a Nu Skin como una solicitud de Stuart Kim, profesor de Stanford. Kim solicitó en la carta que se elimine su nombre de los materiales de marketing de Nu Skin, ya que ya no estaba involucrado en investigaciones financiadas por Nu Skin. Sin embargo, la carta no reconocía la relación de investigación existente entre Stanford y Nu Skin. Stanford se disculpó por cualquier malentendido que pudiera haber resultado.
También en 2012, Citron Research emitió un informe que "indicaba que el modelo de ventas de Nu Skin en China continental, el mercado de más rápido crecimiento en ventas directas, equivalía a un esquema ilegal de marketing multinivel". Nu Skin desestimó las afirmaciones, calificó su modelo de ventas en China como "kosher" y afirmó que no tenía planes de cambiar su modelo comercial en China. En enero de 2014, el gobierno chino anunció que planeaba investigar a Nu Skin por supuestamente operar un esquema piramidal ilegal, lo que provocó que el precio de las acciones de la empresa se debilitara. Luego de la investigación, se anunció en marzo de 2014 que el gobierno chino multaría a Nu Skin con aproximadamente 540,000 dólares por ventas ilegales y por hacer afirmaciones falsas sobre los productos.
En febrero de 2014, se presentó una demanda colectiva por fraude de valores en el Tribunal de Distrito de EE. UU. para el Distrito de Utah contra Nu Skin Enterprises, Inc. en nombre de los inversores que compraron o adquirieron las acciones ordinarias de la Compañía durante el período del 10 de julio de 2013, al 16 de enero de 2014.

### Evaluación de suplementos
ConsumerLab.com probó el suplemento Pharmanex LifePak Anti-Aging y se informó que no pasó la revisión general debido a que no indicó claramente su contenido total de vitamina A según los requisitos de la Administración de Alimentos y Medicamentos .

### En los medios
En un segmento de Last Week Tonight with John Oliver que criticó duramente a las empresas de marketing multinivel, Oliver criticó a Nu Skin por el hecho de que en 2015, el 93% de sus distribuidores no ganaron un cheque de comisión en un mes típico.

## Actividades políticas
En 2011, dos entidades comerciales incorporadas en Utah vinculadas a altos ejecutivos de Nu Skin ganaron cada una 1 millón de dólares a Restore Our Future, un " Super PAC " establecido por exasesores del candidato presidencial estadounidense Mitt Romney para apoyar su candidatura a la Casa Blanca.
A partir de 1989, Jason Chaffetz trabajó como portavoz profesional de la empresa durante unos diez años. Chaffetz fue elegido Representante de EE. UU. del 3er distrito del Congreso de Utah en 2008 y luego se desempeñó como copresidente del Caucus de Suplementos Dietéticos del Congreso, un panel del Congreso que aboga en nombre de la industria de suplementos dietéticos, hasta que se retiró del Congreso en 2017.